# NGC 5070
NGC 5070 = NGC 5072 ist eine 13,5 mag helle Galaxie vom Hubble-Typ E/S0 im Sternbild Jungfrau auf der Ekliptik. Sie ist schätzungsweise 300 Mio. Lichtjahre von der Milchstraße entfernt und hat einen Durchmesser von etwa 90.000 Lj.

Im selben Himmelsareal befinden sich u. a. die Galaxien NGC 5076, NGC 5077, NGC 5079, NGC 5088.
Das Objekt wurde zweimal entdeckt; am 3. Juni 1886 erfolgte die als NGC 5070 geführte Beobachtung durch den US-amerikanischen Astronomen Lewis A. Swift, der dabei „eeF; eS; vF * v close; looks like a D * at first; another nr; 6 in field“ notierte. Swift nennt zwar zusätzlich „[N5072, N5076, N5077, N5079, N5088]“, dies lässt sich aber durch neuere Beobachtungen nicht belegen.
Die zweite, vom Datum aber die erste Entdeckung erfolgte als NGC 5072 am 26. April 1867 durch den deutsch-dänischen Astronomen Heinrich Louis d’Arrest.